# 加布里茨
加布里茨是奥地利下奥地利州维也纳城郊县的一个市镇。总面积18.16平方公里，总人口4374人，人口密度240.9人/平方公里（2005年）。